# 湯ノ花温泉
湯ノ花温泉（ゆのはなおんせん）は、福島県南会津郡南会津町（旧国陸奥国、明治以降は岩代国）にある温泉。

## 泉質
- アルカリ性単純泉

## 温泉街
湯ノ岐川沿いの集落に民宿が並び、裁ちそばを提供する民宿や蕎麦打ち体験を行っている民宿もある。
共同浴場は4軒存在し、一番野趣あふれる石湯と天神湯は混浴、弘法の湯、湯端の湯は、男女湯に分かれている。入浴料は300円で共同湯4軒入浴でき入浴券は集落の店舗・宿泊施設で購入する。宿泊者は無料。

## 歴史
開湯は鎌倉時代とされる。

## アクセス
- 東北自動車道西那須野塩原ICより車で約90分

## 周辺
- 前沢曲家集落
- 木賊温泉
- 会津高原たかつえスキー場
- 田代山

## ギャラリー

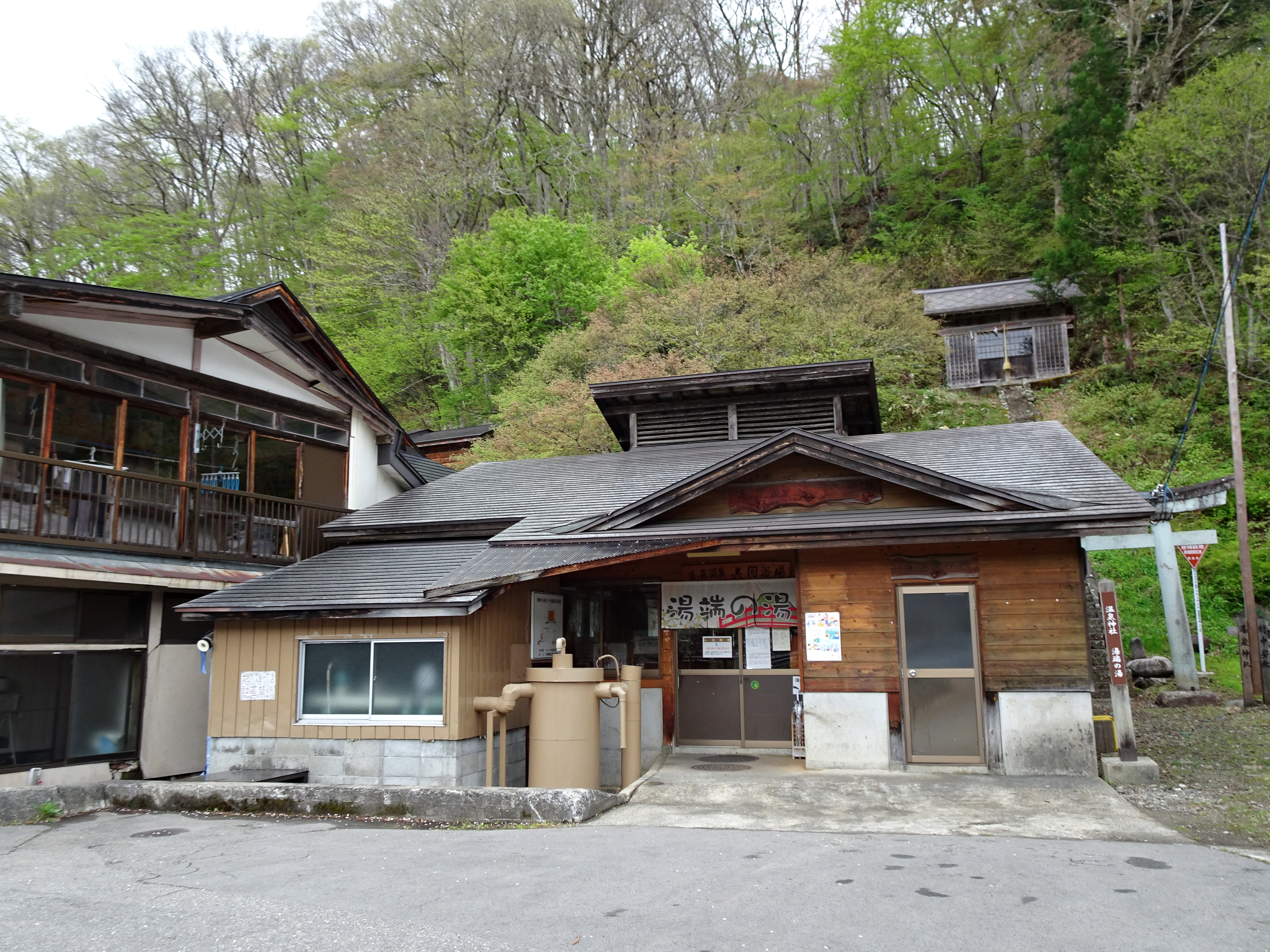
湯端の湯
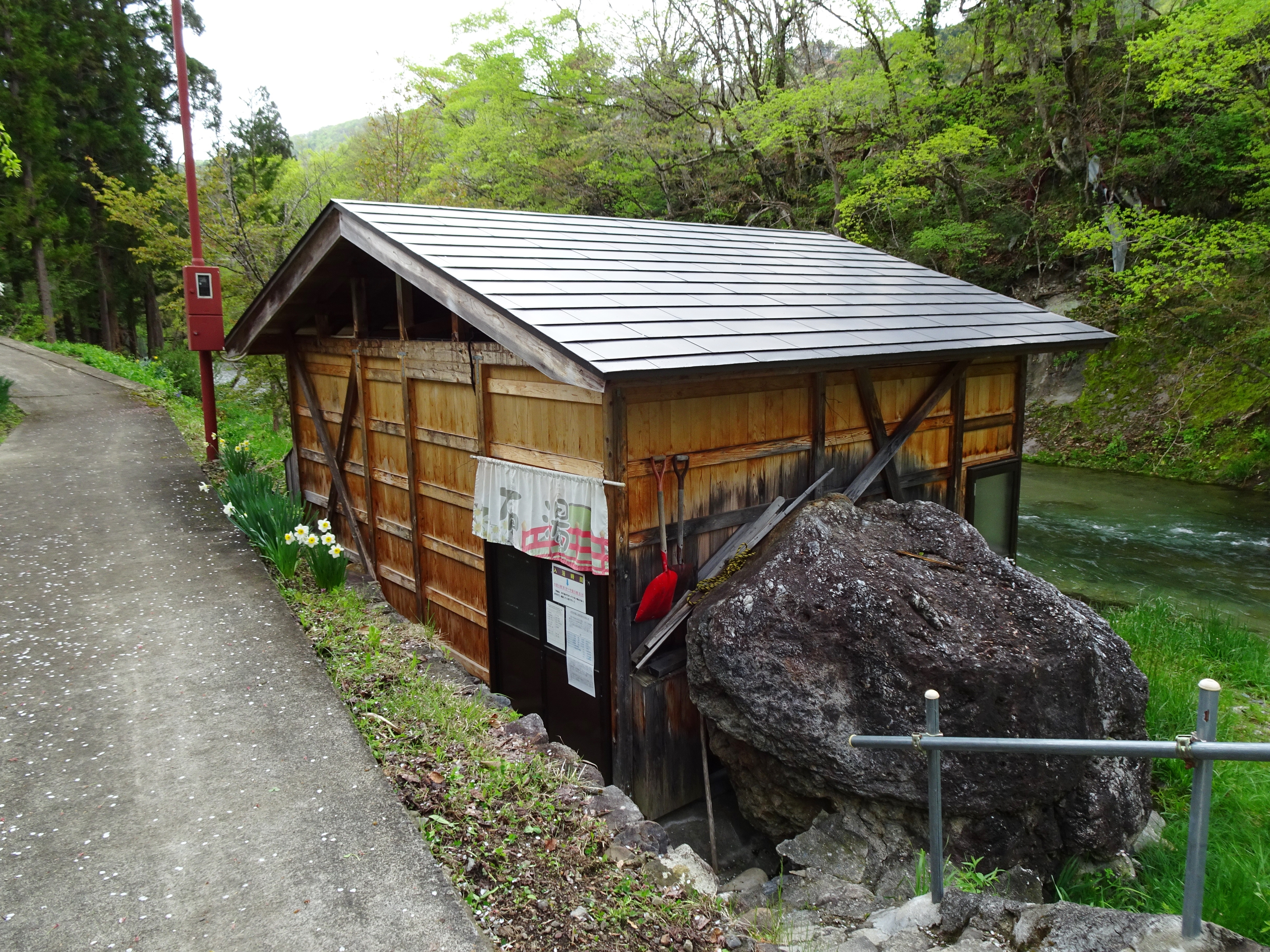
石湯
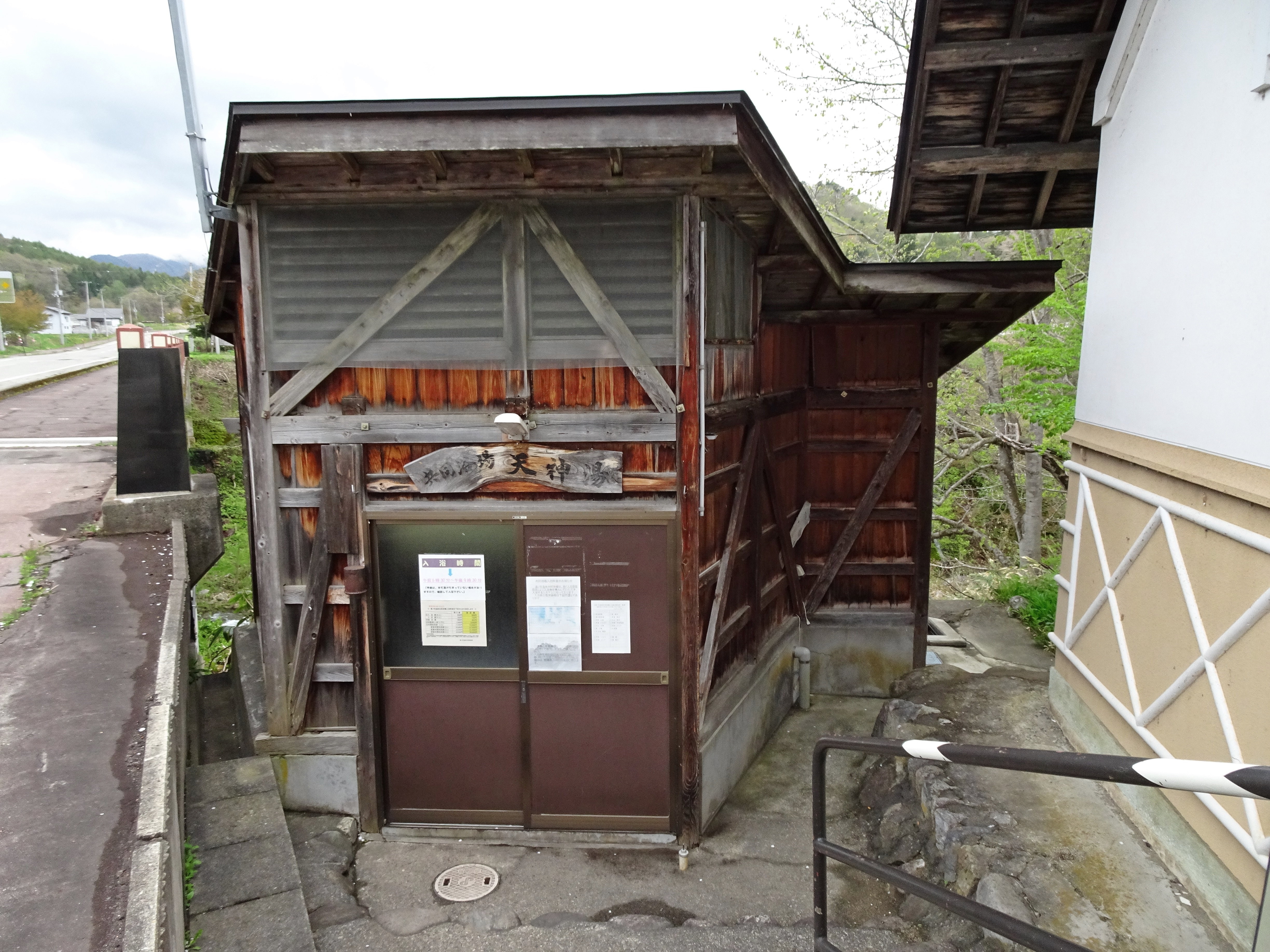
天神湯
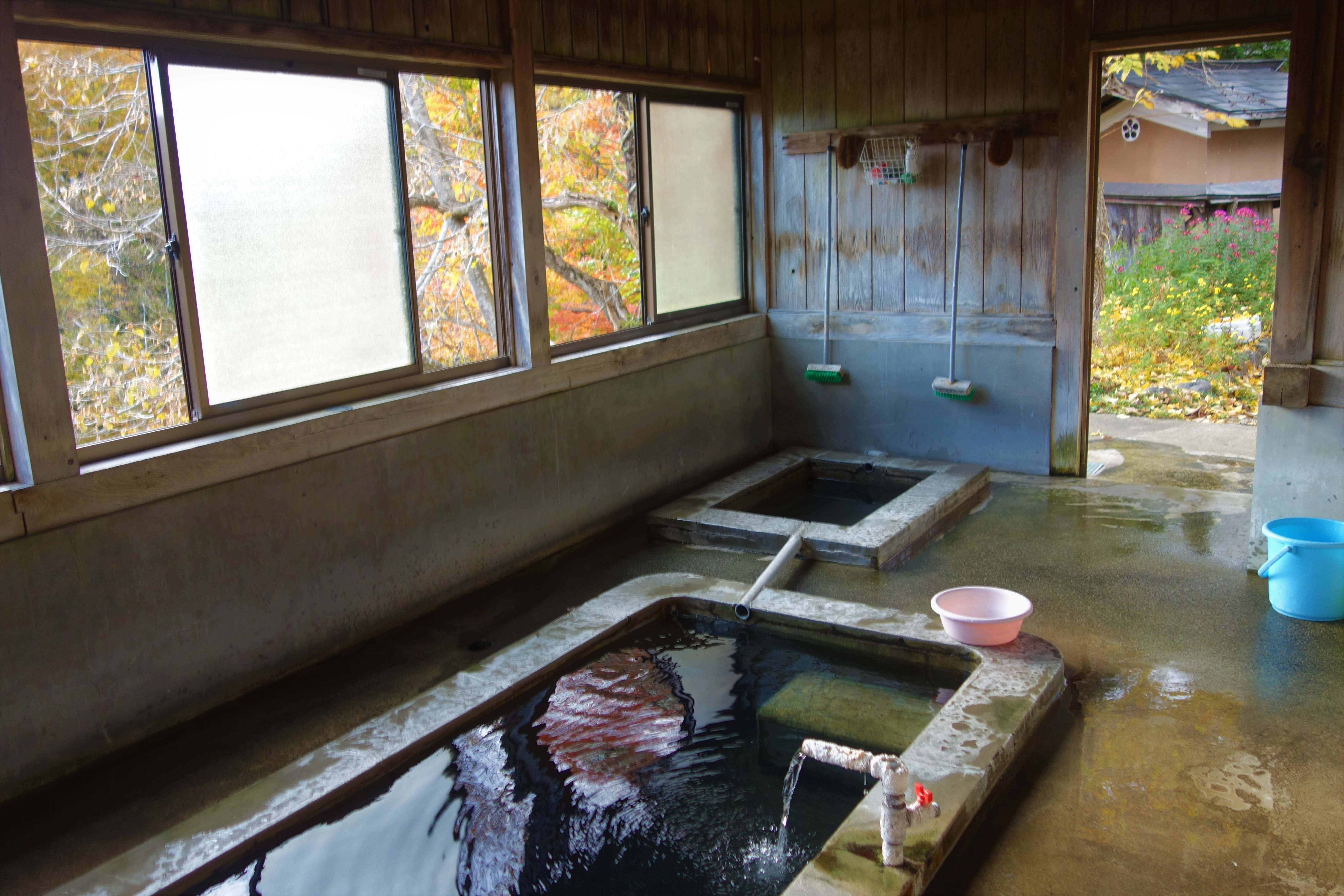
天神湯内部
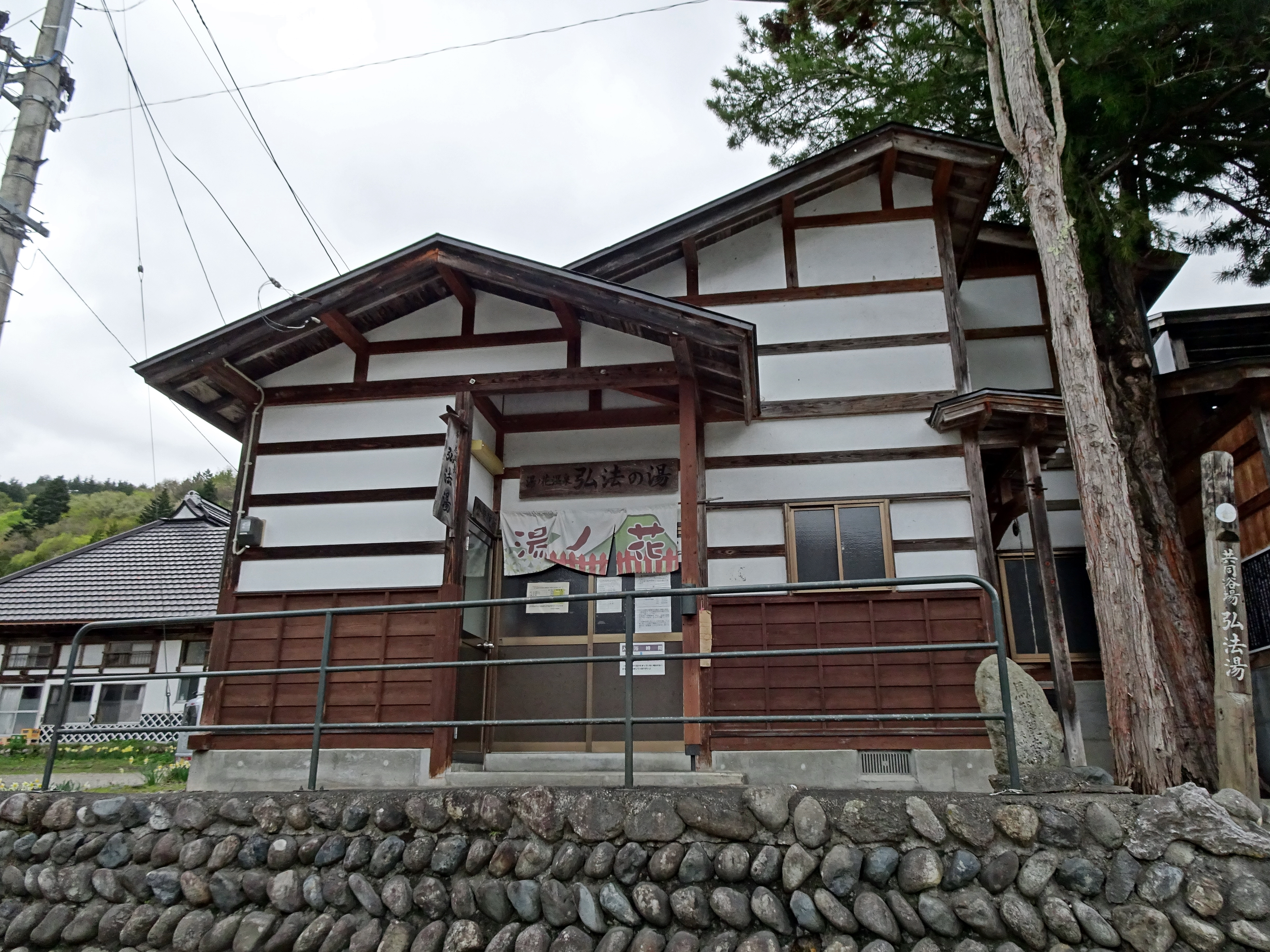
弘法の湯
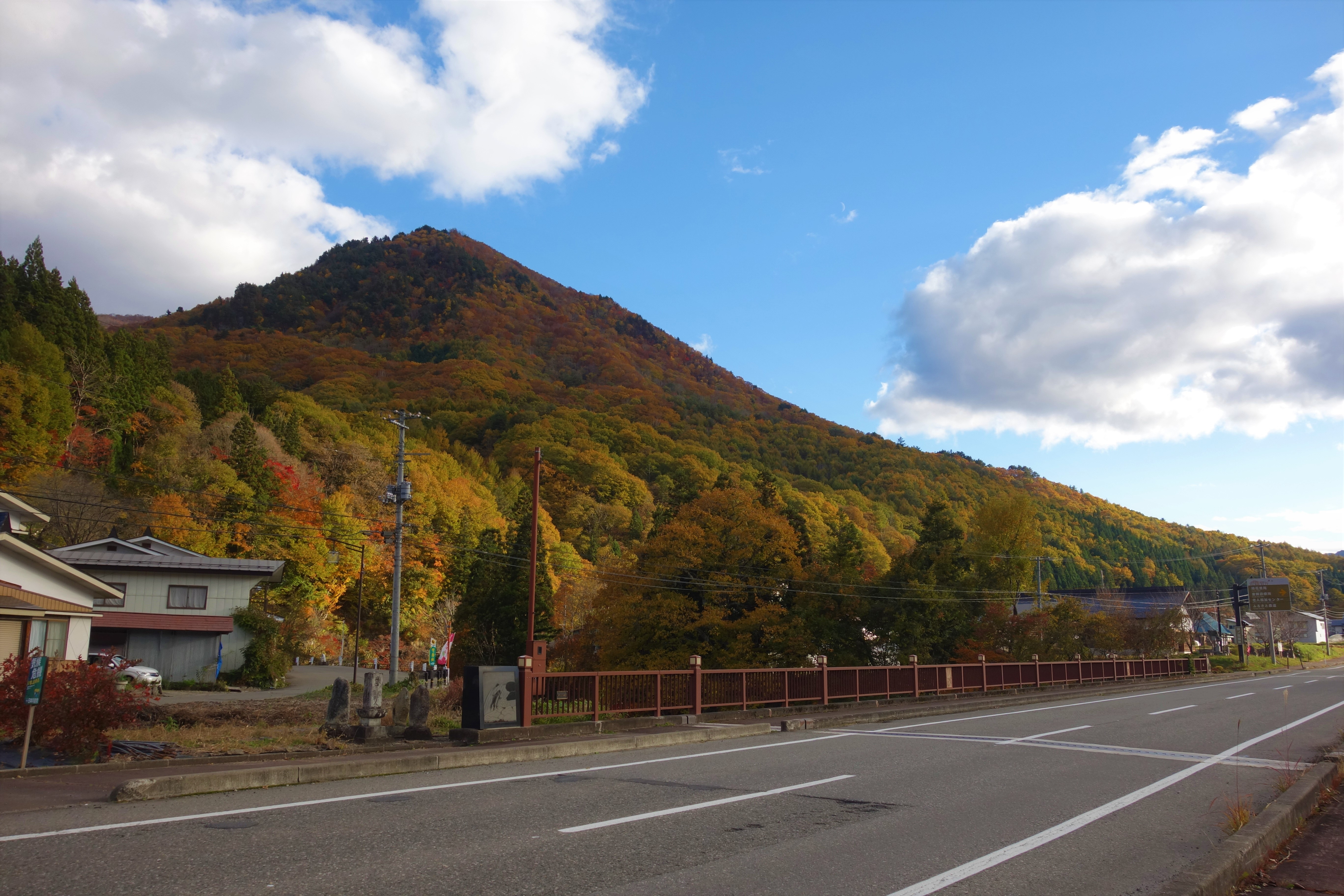
天神湯前からの湯ノ倉山